# Principia Discordia
O Principia Discordia é um texto sagrado do Discordianismo foi escrito por Gregory Hill (Malaclypse o Mais Jovem) e Kerry Wendell Thornley (Lord Omar Khayyam Ravenhurst). Foi publicado originalmente com o título de "Principia Discordia ou Como o Oeste Foi Perdido" (do inglês Principia Discordia or How The West Was Lost) numa edição limitada de 5 cópias em 1965.
O livro descreve a Sociedade Discordiana e a sua Deusa Éris, bem como o básico do Discordianismo. É característico do texto a mistura de escrita mecânica e manuscrita com clip art, carimbos e selos apropriados de outras fontes, numa possível violação de leis do copyright.
Símbolos notáveis do livro incluem o Pomo da Discórdia, o pentágono, e o "Sagrado Cao" (do inglês "Sacred Chao"), que se assemelha ao Taijitsu do Taoísmo, mas os dois princípios pintados são o "Hodge" e o "Podge" (que podem ser traduzidos como "isto" e "aquilo", em português); estes não são representados por pontos como o yin e yang, mas sim por uma maçã e um pentágono. Os Santos identificados incluem o Imperador Norton, Yossarian, Don Quixote e Bokonon. O Principia também introduz a palavra misteriosa fnord, mais tarde popularizada na The Illuminatus! Trilogy; a própria Trilogia é mencionada no posfácio da edição da Loompanics, editora que publicou o livro, e também nas várias introduções para as quintas versões.

## História
O título inteiro da quarta e mais bem conhecida edição é PRINCIPIA DISCORDIA ou Como Encontrei A Deusa E O Que Fiz Com Ela Quando A Encontrei: O Opiácio Magno de Malaclypse, O Mais Jovem, Onde Se Explica Absolutamente Tudo Que Vale Saber Sobre Absolutamente Qualquer Coisa.
A seguinte nota é incluída na página 00075 sobre a história do Principia:
Esta é a Quarta Edição, de Março de 1970, San Francisco; uma revisão da Terceira Edição de 500 cópias, de 1969; que foi uma revisão da Segunda Edição de 100 cópias de Los Angeles, 1969; que foi uma revisão do PRINCIPIA DISCORDIA ou COMO O OESTE FOI PERDIDO publicada em New Orleans em 1965 com cinco cópias, que estão na maioria perdidas.
Adicionalmente, a nota "conteúdos desta edição" na edição da Loompanics identifica a quarta edição como tendo sido publicada originalmente por Rip Off Press de São Francisco, Califórnia.
Uma "Quinta Edição" consiste em uma única página de telegrama da Wester Union preenchida com a letra M, que foi publicada como um apêndice para a re-impressão da Loompanics e SJ Games da Quarta Edição.
O Principia inclui uma nota no sentido de negar todas as relações do copyright com o "Ⓚ Todos os Ritos Revertidos - reimprima o que gostar." Não importando o efeito legal deste anúncio, o Principia tem estado extensamente disseminado no domínio público via Internet e editoras de impressão mais tradicional. Algumas re-editoras reivindicaram direitos autorais em relação ao material adicional incluídos em suas edições. 